# برکستون (میسیسیپی)
برکستون (به انگلیسی: Braxton) روستایی در ایالت میسیسیپی کشور ایالات متحده آمریکا است که جمعیت آن در سرشماری سال ۲۰۱۰ میلادی، ۱۸۳
نفر بوده‌است.